# Sivananda-yoga
Sivananda-yoga, is een yogavorm die is ontstaan uit de lessen van Swami Sivananda. Sivananda-yoga is afgeleid van hatha yoga en legt de nadruk op de gezondheid en welzijn van de beoefenaar.
De Sivananda-trainingsmethode is gericht op het vergroten van de vitaliteit van het lichaam, het vertragen van de achteruitgang van het lichaam en het verlagen van de kans op ziekte, door middel van de ontwikkeling van het lichaam. De filosofie richt zich op vijf principes:
- Een goede ademhaling: pranayama
- Oefening: asana's
- Ontspanning: savasana
- Voedselvoorschriften: vegetarisch.
- Positivisme en meditatie: vedanta en dhyana

Sivananda-yoga verkreeg zijn bekendheid vooral door de verbreiding van Sivananda's leerling, Swami Vishnu Devananda. Hij richtte de non-profitorganisatie Sivananda Yoga Vedanta Centres op waar het alleenrecht voor de opleiding van leraren in vastlegde. Zijn boek The Complete Illustrated Book of Yoga is een van de eerste belangrijke yogaboeken die in het Westen verscheen.
In tegenstelling tot ashtanga vinyasa yoga, waarbij er aanspraak wordt gemaakt op een meer atletisch vermogen van de beoefenaar en er gebruik wordt gemaakt van bandha's, ligt er bij Sinvananda-yoga meer nadruk op veelvuldige ontspanning en de volledige yoga-ademhaling.